# Вашингтон (Арканзас)
Вашингтон (англ. Washington) — місто (англ. city) в США, в окрузі Гемпстед штату Арканзас. Населення — 94 особи (2020).

## Географія
Вашингтон розташований за координатами 33°46′23″ пн. ш. 93°41′0″ зх. д. / 33.77306° пн. ш. 93.68333° зх. д. (33.773003, -93.683447).  За даними Бюро перепису населення США в 2010 році місто мало площу 2,61 км², уся площа — суходіл.

## Демографія
Згідно з переписом 2010 року, у місті мешкало 180 осіб у 75 домогосподарствах у складі 45 родин. Густота населення становила 69 осіб/км².  Було 90 помешкань (35/км²). 
Расовий склад населення:
| - 52,2 % — білих - 43,3 % — чорних або афроамериканців - 0,6 % — азіатів - 2,2 % — осіб інших рас |

До двох чи більше рас належало 1,7 %. Іспаномовні складали 2,2 % від усіх жителів.
За віковим діапазоном населення розподілялося таким чином: 24,4 % — особи молодші 18 років, 53,4 % — особи у віці 18—64 років, 22,2 % — особи у віці 65 років та старші. Медіана віку мешканця становила 48,7 року. На 100 осіб жіночої статі у місті припадало 83,7 чоловіків;  на 100 жінок у віці від 18 років та старших — 81,3 чоловіків також старших 18 років.
Середній дохід на одне домашнє господарство  становив 46 589 доларів США (медіана — 36 875), а середній дохід на одну сім'ю — 58 018 доларів (медіана — 45 000). Медіана доходів становила 23 438 доларів для чоловіків та 26 875 доларів для жінок. За межею бідності перебувало 35,7 % осіб, у тому числі 84,2 % дітей у віці до 18 років та 11,1 % осіб у віці 65 років та старших.
Цивільне працевлаштоване населення становило 72 особи. Основні галузі зайнятості: освіта, охорона здоров'я та соціальна допомога — 31,9 %, виробництво — 29,2 %, мистецтво, розваги та відпочинок — 18,1 %, публічна адміністрація — 8,3 %.